# Souboz
Souboz is een plaats en voormalige gemeente in het Zwitserse kanton Bern, en maakt deel uit van het district Jura bernois.
Souboz telt 131 inwoners. In 2015 is de gemeente gefuseerd met de gemeenten Châtelat, Monible en Sornetan en hebben de nieuwe gemeente Petit-Val gevormd.
Châtelat · Monible · Sornetan · Souboz